# Калаш (село)
Калаш (каз. Қалаш) — село в Ордабасинском районе Туркестанской области Казахстана. Входит в состав Буржарского сельского округа. Находится примерно в 29 км к юго-западу от районного центра, села Темирлановка. Код КАТО — 514637400.

## Население
В 1999 году население села составляло 281 человек (140 мужчин и 141 женщина). По данным переписи 2009 года, в селе проживали 222 человека (117 мужчин и 105 женщин).